# Gelobde maanvaren
De gelobde maanvaren (Botrychium lunaria) is een varen uit de addertongfamilie (Ophioglossaceae). De soort komt voor in twee zeer uiteenlopende biotopen: in laagland op droge, schrale zandgronden en in hooggebergte op kalkgraslanden. De plant heeft een opvallend blad bestaande uit een gelobd onvruchtbaar deel en een sporenaar. In België en Nederland is de varen zeldzaam.

## Kenmerken
De gelobde maanvaren is tot 20 cm hoog en is alleenstaand of staat in kleine groepjes bij elkaar. Elke plant bestaat uit één blad met een bladvormig, onvruchtbaar deel of trofofoor, en een iets langere, vruchtbare sporofoor. De plant is overblijvende kruid, maar de bladen overwinteren niet.
De onvruchtbare trofofoor is lichtgroen van kleur, lang ovaal, diep ingesneden en staat iets schuin. Langs beide zijden staan paarsgewijs tot acht waaiervormige deelblaadjes.
De vruchtbare sporofoor staat rechtop en is pluimvormig, dubbel gedeeld, met zeer smalle deelblaadjes die bedekt zijn met bruine sporenhoopjes.
De sporendoosjes liggen in ronde hoopjes op de sporenaren. De sporen zijn rijp van mei tot juli.

## Ecologie
De gelobde maanvaren komt voor in kalkrijke duinen, duinvalleien, heide en droge, schrale graslanden op kalkhoudend zand- of leemgrond. In het hooggebergte komt de soort voor tot op 1500 m in droge kalkgraslanden, alpenweiden en puinhellingen.

### Plantensociologie
Gelobde maanvaren is een kensoort voor het verbond van heischrale graslanden (Violion caninae).

## Verspreiding
De gelobde maanvaren komt voor over heel de wereld in koude en gematigde streken.
In België is de plant vrij zeldzaam in Wallonië en zeer zeldzaam in Vlaanderen. In Nederland is de soort vrij zeldzaam in de duinen. Elders in Nederland is de soort ook zeer zeldzaam.
Het is tevens een indicatorsoort voor het droog heischraal grasland (hn) op kalkrijke bodem, een karteringseenheid in de Biologische Waarderingskaart (BWK) van Vlaanderen en het Brussels Hoofdstedelijk Gewest.

## Verwante en gelijkende soorten
De gelobde maanvaren heeft in Europa twee nauwe verwanten, de kleine maanvaren (B. simplex), en de vertakte maanvaren (B. matricariifolium).
De gelobde maanvaren kan van beide andere onderscheiden worden door zijn brede, overlappende bladslippen.
Buiten de maanvarens heeft de soort in België en Nederland nog één zeldzame verwant: de gewone addertong (Ophioglossum vulgatum). Maar door zijn typisch gelobde blad en sporenaar kan de gelobde maanvaren met geen andere plant verward worden.

## Bedreiging en bescherming
In België staat de gelobde maanvaren op de Vlaamse Rode Lijst (planten) als 'met uitsterven bedreigd'.
In Nederland wordt de soort vermeld op de Nederlandse Rode Lijst (planten) als 'vrij zeldzaam' en 'matig in aantal afgenomen'.
De belangrijkste bedreiging in België en Nederland is het verlies van hun habitat (voornamelijk kalkrijke duinen) door de mens en door natuurlijke successie, overbemesting van graslanden en begrazing.

## Afbeeldingen

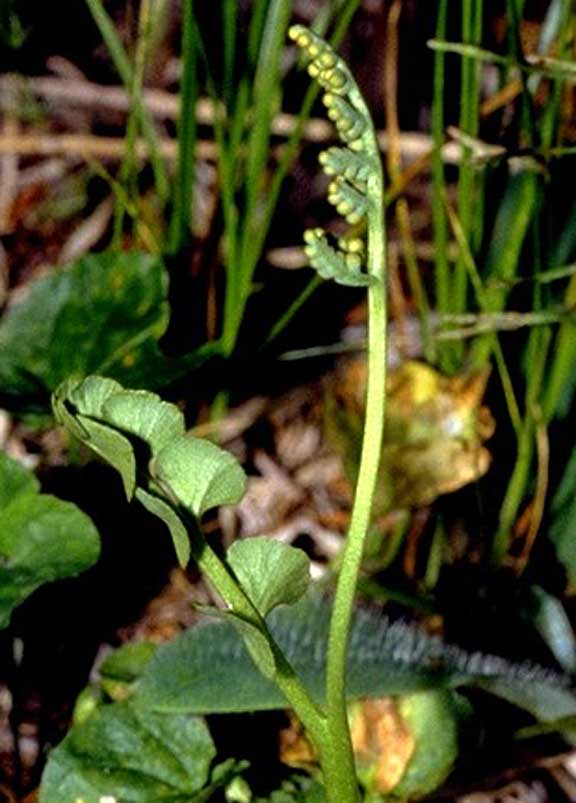
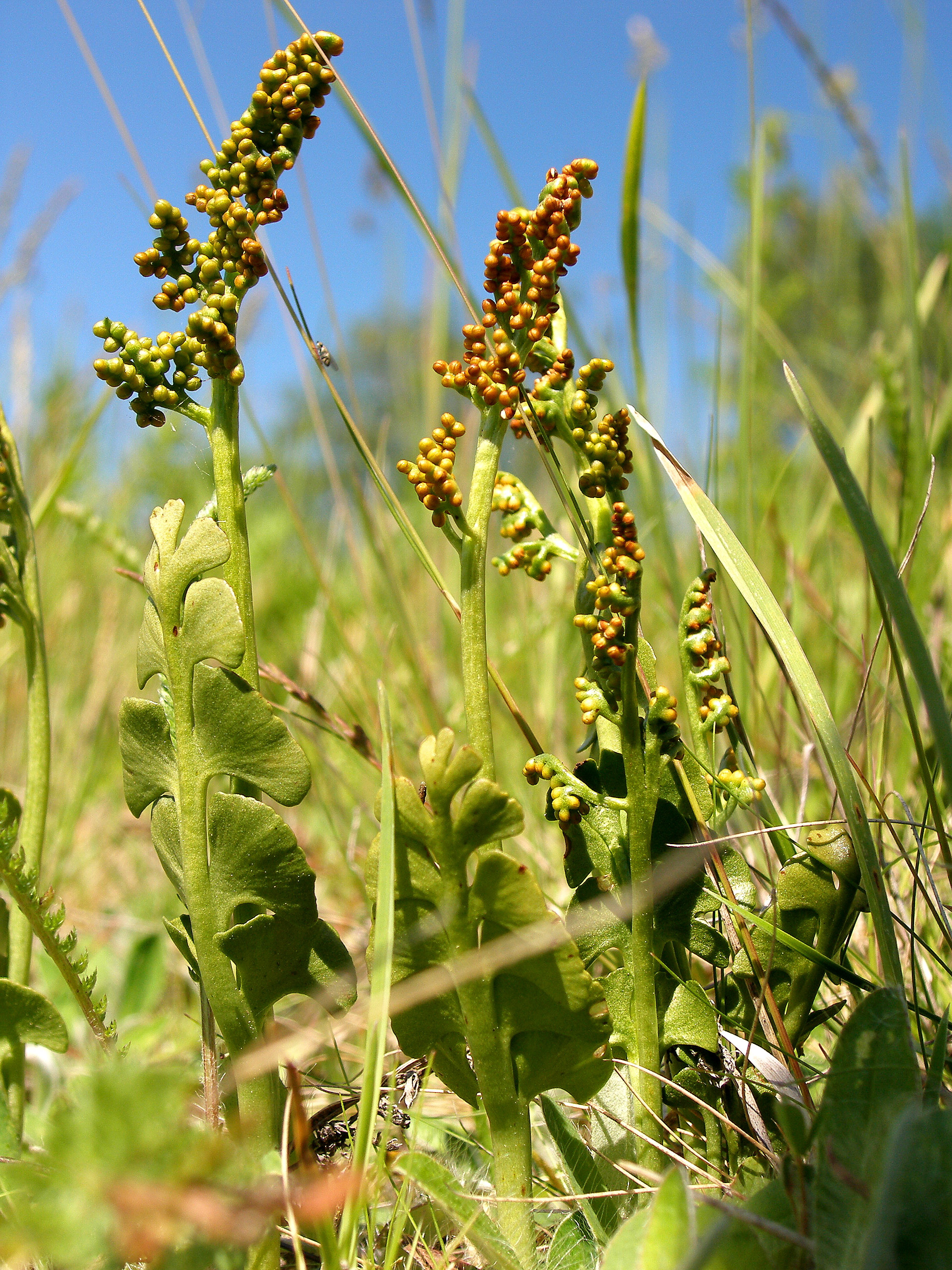
Gelobde maanvaren op de Lüneburger Heide (Duitsland)
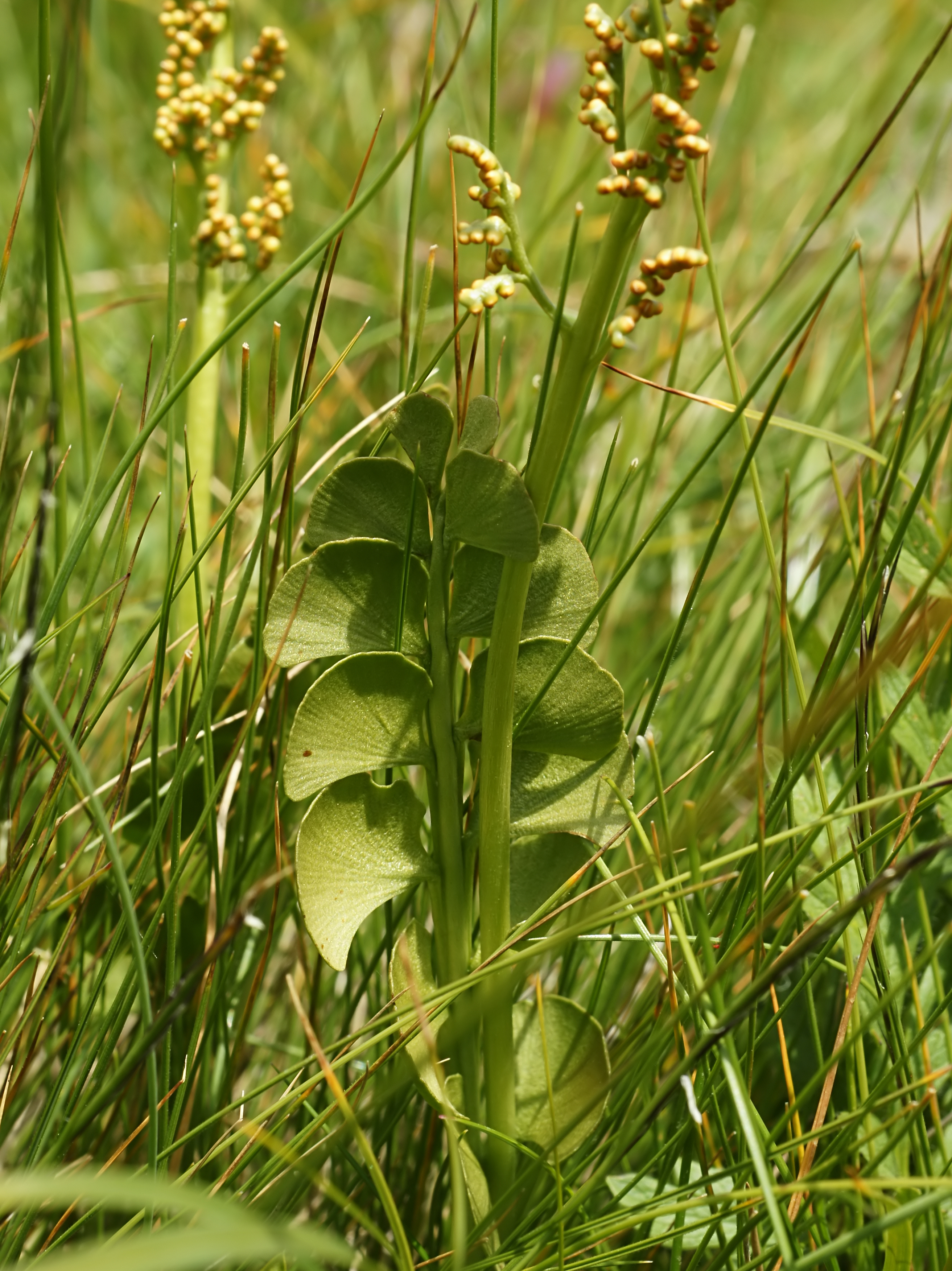

## Trivia
- De gelobde maanvaren behoort tot de heksenkruiden.[1]